# Lefortowo
Rejon Lefortowo (ros. райо́н Лефо́ртово) – rejon w południowo-wschodnim okręgu administracyjnym Moskwy. Zajmuje powierzchnię 9,15 km². Według danych z 2024 roku rejon był zamieszkiwany przez 109 711 osób.